# USS Sand Lance (SS-381)
Za druga plovila z istim imenom glejte USS Sand Lance.
USS Sand Lance (SS-381) je bila jurišna podmornica razreda balao v sestavi Vojne mornarice Združenih držav Amerike.
7. septembra 1963 so podmornico posodili Braziliji, ki jo je preimenovala v Rio Grande do Sul (S-11); dokončno so jo odkupili 12. oktobra 1972.